# ناتئ غربالي للمحارة الأنفية السفلية
الناتئ الغربالي للمحارة الأنفية السفلية هو صفيحة رفيعة مستعرضة تقع خلف الناتئ الدمعي للمحارة الأنفية السفلية؛ حيث يصعد ليقابل الناتئ الشصي للعظم الغربالي.